# Booker T. Jones

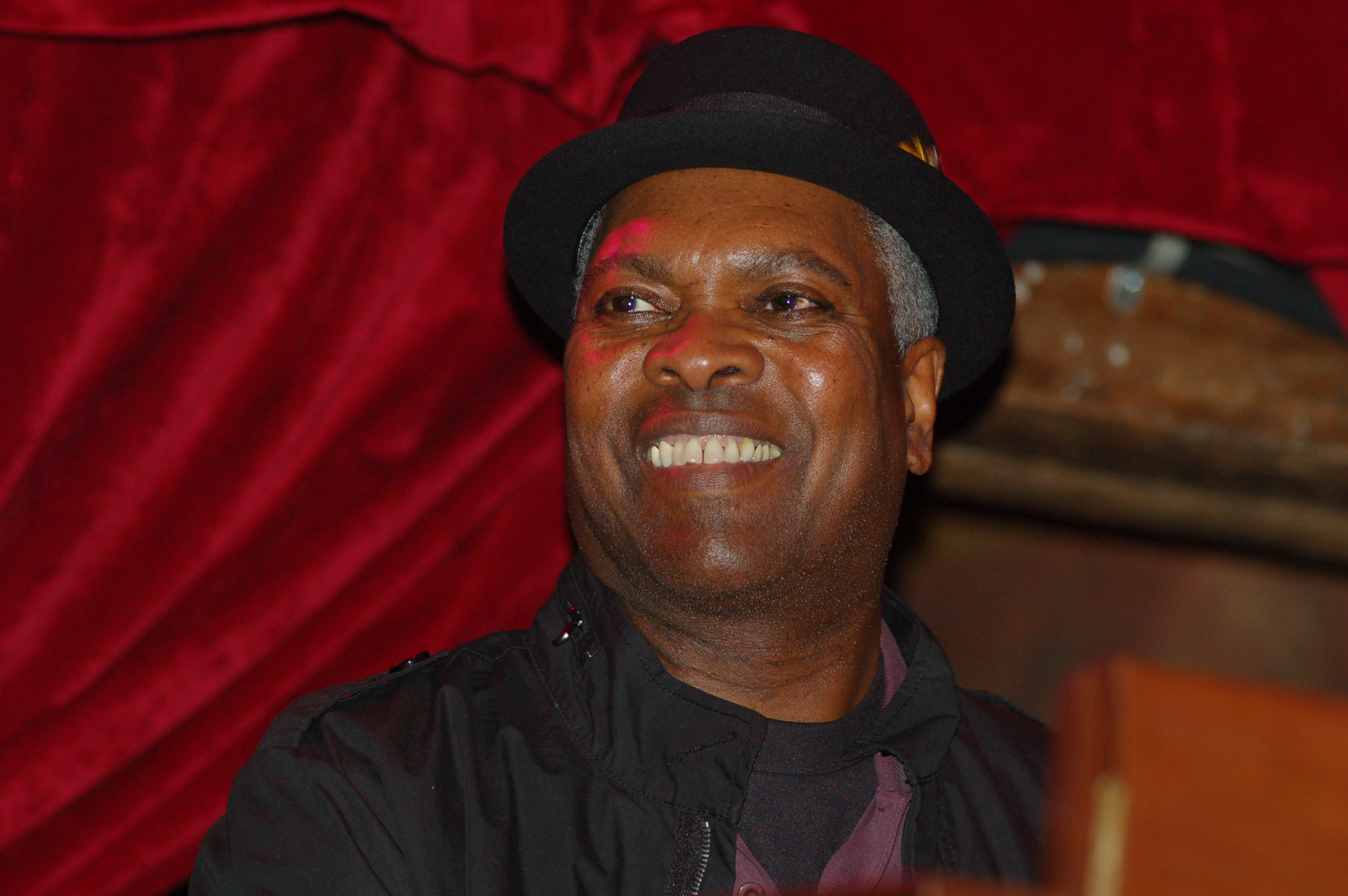
Booker T. Jones, 2009

Booker T. Jones (* 12. November 1944 in Memphis, Tennessee) ist ein US-amerikanischer Songwriter, Produzent und Multiinstrumentalist. Er wurde als Frontmann der Band Booker T. & the M.G.’s bekannt.

## Leben
Jones spielte als Kind Oboe, Saxophon, Posaune und Piano in der Schule. Im Alter von 16 Jahren spielte er für Satellite Records Baritonsaxophon. In dieser Zeit lernte er Steve Cropper kennen, der Bandmitglied bei Booker T. & the M.G.’s wurde, als diese sich 1962 formierten. Während der Highschoolzeit schrieb Jones den Hit Green Onions. Es folgte der Wechsel zu Stax Records.

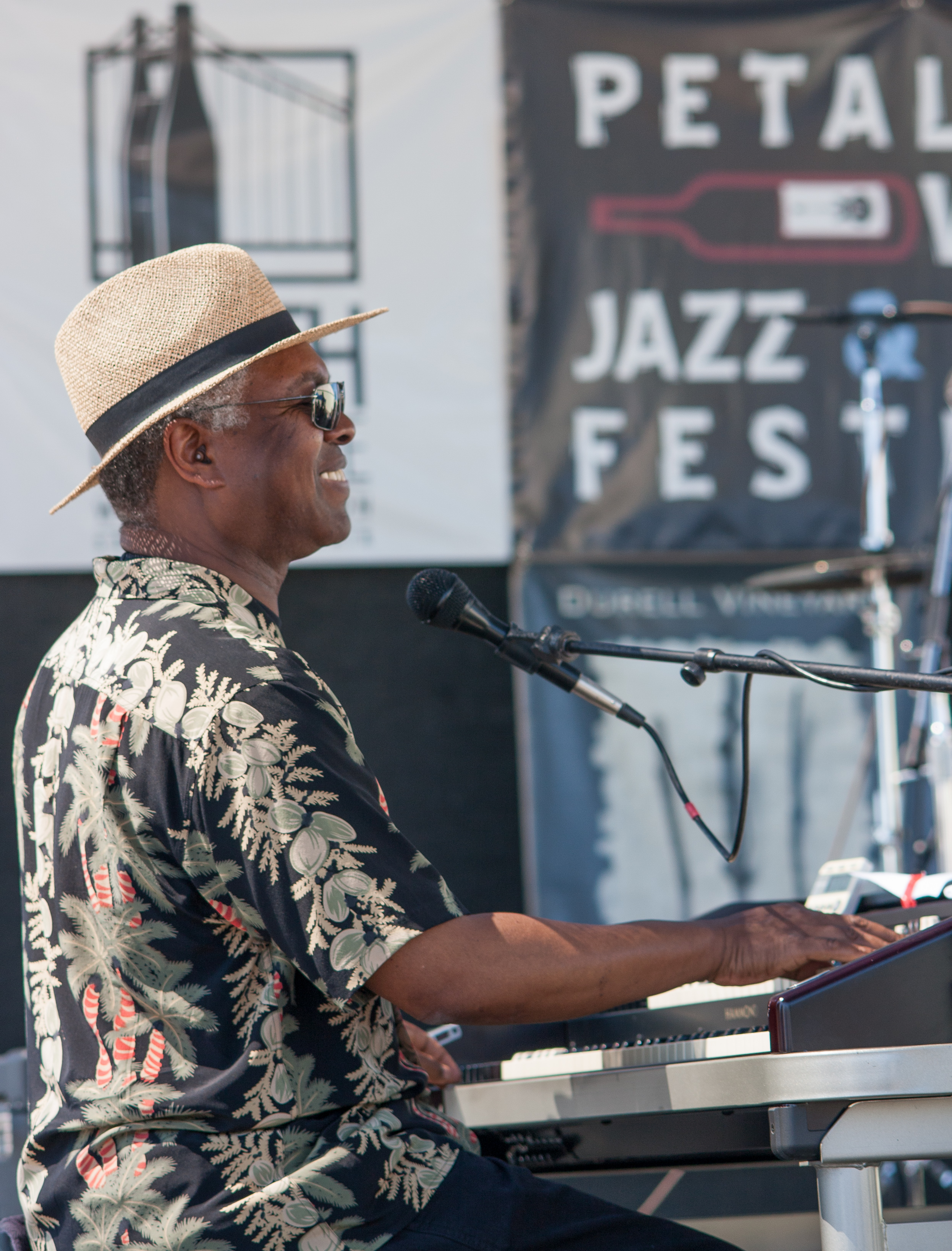
Booker T beim Petaluma-Festival 2009

In den nachfolgenden Jahren schrieb er mit Eddie Floyd den Song I’ve Never Found a Girl (To Love Me Like You Do), Otis Reddings I Love You More Than Words Can Say und mit William Bell für Albert King Born Under a Bad Sign. 1970 zog Jones nach Kalifornien und beendete die Zusammenarbeit mit Stax aufgrund einer Streitigkeit über die Behandlung der Band als Mitarbeiter und nicht als Musiker. 1971 erschien Melting Pot, das letzte Album in Zusammenarbeit mit Stax.
Jones produzierte drei Alben mit seiner damaligen Frau Priscilla Coolidge, der Schwester von Rita Coolidge, unter dem Namen Booker T. & Priscilla und hatte 1981 auch als Solokünstler mit dem Song I Want You Erfolg. Außerdem produzierte er Bill Withers’ Debütalbum Just as I Am und Willie Nelsons Album Stardust.
Booker T. Jones spielte mit Ray Charles, Neil Young und Natalie Merchant. Außerdem spielt er immer noch mit Booker T. & the M.G.’s und mit seiner eigenen Booker T. Jones Band. Jones wurde 1992 in die Rock and Roll Hall of Fame aufgenommen und erhielt zusammen mit The M.G.’s am 11. Februar 2007 einen Grammy Award für das Lebenswerk.
2009 erschien sein Soloalbum Potato Hole, das ihn erstmals ohne The M.G.’s oder Priscilla Coolidge in die US-Charts brachte. Er gewann damit auch einen Solo-Grammy in der Kategorie Bestes Instrumentalalbum – Pop. 2009 arbeitete Jones auch mit der US-amerikanischen Punk-Rock-Band Rancid zusammen, wo er in dem Lied Up to No Good die Hammond-B3-Orgel spielt. 2011 folgte ein weiterer Grammy der Kategorie Bestes Instrumentalalbum – Pop für The Road from Memphis.
Jones Ex-Frau Priscilla Coolidge wurde 2014 von ihrem Ehemann Michael Seibert erschossen, dieser beging im Anschluss Selbstmord.

## Diskografie

### Studioalben
| Jahr | Titel Musiklabel Katalog-Nr.      | Höchstplatzierung, Gesamtwochen, AuszeichnungChartplatzierungen (Jahr, Titel, Musiklabel Katalog-Nr., Platzierungen, Wochen, Auszeichnungen, Anmerkungen) | Höchstplatzierung, Gesamtwochen, AuszeichnungChartplatzierungen (Jahr, Titel, Musiklabel Katalog-Nr., Platzierungen, Wochen, Auszeichnungen, Anmerkungen) | Höchstplatzierung, Gesamtwochen, AuszeichnungChartplatzierungen (Jahr, Titel, Musiklabel Katalog-Nr., Platzierungen, Wochen, Auszeichnungen, Anmerkungen) | Anmerkungen |
| Jahr | Titel Musiklabel Katalog-Nr.      | UK | US | R&B | Anmerkungen |
| ---- | --------------------------------- | --- | --- | --- | --- |
| 1971 | Booker T. & Priscilla A&M 3504    | — | US106 (6 Wo.)US | — | Erstveröffentlichung: August 1971 mit Priscilla Jones, Doppelalbum Produzenten: Booker T. Jones, Priscilla Jones               |
| 1972 | Home Grown A&M 4351               | — | US190 (4 Wo.)US | — | Erstveröffentlichung: Juli 1972 mit Priscilla Jones Produzenten: Booker T. Jones, Priscilla Jones                              |
| 1973 | Chronicles A&M 4413               | — | — | R&B49 (5 Wo.)R&B | Erstveröffentlichung: November 1973 mit Priscilla Jones Produzenten: Booker T. Jones, Priscilla Jones                          |
| 2009 | Potato Hole Anti- 86948           | — | US135 (2 Wo.)US | R&B52 (5 Wo.)R&B | Erstveröffentlichung: 21. April 2009 Grammy (Bestes Instrumentalalbum, Pop) Produzenten: Booker T. Jones, Rob Schnapf          |
| 2011 | The Road from Memphis Anti- 87101 | — | — | R&B20 (7 Wo.)R&B | Erstveröffentlichung: 10. Mai 2011 Grammy (Bestes Instrumentalalbum, Pop) Produzenten: Questlove, Booker T. Jones, Rob Schnapf |
| 2013 | Sound the Alarm Stax 34121        | UK86 (1 Wo.)UK | — | R&B30 (6 Wo.)R&B | Erstveröffentlichung: 25. Juni 2013 Produzenten: Booker T. Jones, Avila Brothers                                               |

Weitere Studioalben
- 1974: Evergreen (Epic 33143)
- 1978: Try and Love Again (A&M 4720)
- 1980: The Best of You (A&M 4798)
- 1981: I Want You (A&M 4874)
- 1989: The Runaway (MCA 6282)

### Singles
| Jahr | Titel Album                     | Höchstplatzierung, Gesamtwochen, AuszeichnungChartplatzierungen (Jahr, Titel, Album, Platzierungen, Wochen, Auszeichnungen, Anmerkungen) | Höchstplatzierung, Gesamtwochen, AuszeichnungChartplatzierungen (Jahr, Titel, Album, Platzierungen, Wochen, Auszeichnungen, Anmerkungen) | Anmerkungen                                                                 |
| Jahr | Titel Album                     | R&B | Dance | Anmerkungen                                                                 |
| ---- | ------------------------------- | --- | --- | --------------------------------------------------------------------------- |
| 1981 | I Want You                      | R&B35 (14 Wo.)R&B | — | Erstveröffentlichung: Oktober 1981 Autoren: Booker T. Jones, Michael Stokes |
| 1982 | Don’t Stop Your Love I Want You | — | Dance11 (17 Wo.)Dance | Erstveröffentlichung: Januar 1982 Autoren: Booker T. Jones, Michael Stokes  |

Weitere Singles
- 1971: She (mit Priscilla Jones)
- 1973: The Crippled Crow / Wild Fox (mit Priscilla Jones)
- 1974: Evergreen
- 1974: Mama Stewart
- 1975: Life Is Funky
- 1978: Knockin’ on Heaven’s Door
- 1978: Let’s Go Dancing
- 1980: Cookie
- 1980: The Best of You
- 1980: We Could Stay Together (mit Rita Coolidge)
- 1982: You Got Me Spinning
- 1989: The Cool Dude
- 1991: Don’t Keep Me Waiting (G’Race feat. Booker T)
- 2007: What a Wonderful World (mit Jolie Holland)
- 2009: Warped Sister
- 2011: Representing Memphis (feat. Matt Berninger und Sharon Jones)
- 2011: Progress